# Suhi dok
Suhi dok (ang. dry dock) je struktura v ladjedelnicah, ki se jo da poplaviti z vodo, tako da lahko vodno plovilo zapluje noter ali pa nazaj ven. Potem se izčrpa vodo in se izvaja vzdrževanje in popravila. V suhih dokih se tudi gradi nove ladje.
Dry Dock 12 ladjedelnice Newport News Shipbuilding je največji suhi dok v zahodni hemisferi. Dolg je 1200 metrov, širok pa 60 metrov.
Hyundai Samho Heavy Industries ima tri velike suhe doke. 1. dok (504 x 100 x 13m) ima kapaciteto 800000 DWT, 2. dok (594 x 104 x 13m) 1000000 DWT in še tretji dok (335 x 70 x 24m) 500000 DWT. Doki imaja velika dvigala Goljat (Goliath) s kapaciteto od 600 do 1200 ton pri največjem.